# Chôros no 2 de Villa-Lobos
Chôros no 2 est un duo pour flûte et clarinette écrit en 1924 par le compositeur brésilien Heitor Villa-Lobos. Il fait partie d'une série de quatorze compositions numérotées intitulées collectivement Chôros, allant de solos pour guitare et pour piano à des œuvres écrites pour soliste ou chœur avec orchestre ou plusieurs orchestres, et dont la durée peut dépasser une heure. Le Chôros no 2 est le plus court de la série, et ne dure que deux minutes et demie environ.

## Histoire

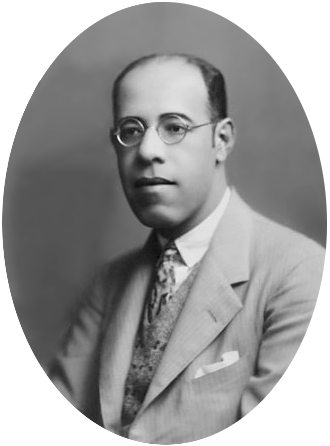
Mário de Andrade, dédicataire de Chôros no 2, en 1928

En 1920, Villa-Lobos a composé une pièce pour guitare d'abord intitulée Chôro típico (en), et un peu plus tard rééditée sous le nom de Chôro típico brasileiro, en prenant son titre d'un genre d'improvisation de la musique populaire instrumentale brésilienne qui est né à Rio de Janeiro au XIXe siècle. Le mot portugais choro (prononcé [ˈʃoɾu]), signifie "cri" ou "lamentation", bien que la plupart des musiques de ce type soient loin d'être chagrines. Quatre ans plus tard, lors de sa première visite à Paris, il décide de créer un cycle étendu d'œuvres collectivement intitulé Chôros. La composition pour guitare est devenue le numéro 1 de cette série, et Chôros no 2 a été composé à Rio de Janeiro en 1924. La partition est dédiée à Mário de Andrade. Elle a été créée au Teatro Sant'Anna de São Paulo le 18 février 1925 par Spartaco Rossi (flûte) et Antenor Driussi (clarinette), dans le cadre d'un concert en hommage à Olívia Guedes Penteado (en) et Paulo Prado (pt). La première européenne a été donnée par Gaston Blanquart (flûte), et Louis Cahuzac (clarinette), à la Salle Gaveau à Paris le 24 octobre 1927, lors du premier d'une paire de concerts consacrés aux œuvres de Villa-Lobos. Le compositeur a transcrit l'œuvre pour piano l'année même de sa composition.
La partition a été publiée aux éditions Eschig en 1927.

## Analyse
L'œuvre est constituée d'un seul et court mouvement sans centre de tonalité défini. Les changements de tempos articulent le mouvement en quatre sections : Pouco movido (m. 1-13), Muito vagaroso (m. 14-23), Pouco movido - Pouco meno (m. 24-49), et Tempo Primo - Animando (m. 49-54). Sur le plan motivique/rythmique, cependant, la section du premier tempo se compose en fait de deux sections : les m. 1-9, dans lesquelles les accents clairs des m. 3-5 font place à des accents métriques normaux, et les m. 10-13, caractérisées par des rythmes de type marche. La forme générale est similaire, en miniature, à celle, beaucoup plus grande, du Chôros n° 10 (en) : Les trois premières sections se combinent en un « mouvement » dans lequel des motifs fragmentaires sont présentés, suivi d'un second « mouvement » dans lequel ces fragments s'intègrent progressivement pour atteindre une certaine direction logique et suggestive. De plus, le motif de la clarinette aux m. 10-11 (qui consiste en deux figures consécutives, chromatiquement descendantes, la seconde étant légèrement plus haute que la première) est très similaire au motif principal du Chôros no 10, mais cette relation est habilement déguisée en l'unissant à la figure plus lente de la flûte. Sur le plan harmonique, le cours de l'œuvre est produit par l'interaction entre des structures diatoniques d'une part et des collections de hauteurs plus complexes tirées de la gamme chromatique, de la gamme par tons et de la gamme octatonique.